# Il mondo dei doppiatori
Il mondo dei doppiatori è un sito web italiano dedicato al doppiaggio e ad altri argomenti inerenti al cinema.

## Storia
Il sito è stato creato nell'ottobre del 2001 dal marsalese Antonio Genna. Propone un database di migliaia di schede dedicate a doppiatori, attori, film, serie televisive, soap opera, telenovela, serie animate e altri tipi di contenuti radio-televisivi e videogiochi, con sezioni dedicate alla programmazione aggiornata di serie televisive e serie animate e ai film in uscita nei cinema italiani.

Stando al contatore presente nella home page del sito, tale pagina avrebbe ricevuto al febbraio 2025 più di sei milioni di visite. Le informazioni sul sito sono segnalate dai doppiatori medesimi e le schede personali vengono aggiornate di conseguenza. Secondo Chiara Ferrari, associate professor all'Università statale della California - Chico, il sito è:
(Chiara Ferrari, Since When Is Fran Drescher Jewish?)

## Caratteristiche
Dalla home page del sito si accede alle seguenti sezioni:
- Indice generale doppiatori: con le schede biografiche e filmografiche della maggior parte dei doppiatori italiani del passato o in attività.
- Zona cinema: sono riportati una grandissima quantità di film e per ciascuno di essi l'elenco (il più delle volte addirittura completo) dei doppiatori italiani.
- Zona telefilm: stesso procedimento svolto per le serie televisive.
- Zona soap e telenovelas: stesso procedimento svolto per le soap opera e le telenovelas.
- Zona animazione: stesso procedimento svolto per i film e le serie animate.
- Extra: una sezione dedicata a schede di videogiochi, reality show, documentari, radiosceneggiati, audiolibri, spot pubblicitari ed opere multimediali.
- Telefilm News, Cartoon News, Cine News: diverse pagine con informazioni aggiornate sulla programmazione televisiva di serie e cartoni animati suddivisi per fasce di programmazione e canale di trasmissione, nonché un elenco dei film in uscita al cinema.

## Il mondo dei doppiatori 2.0
Dal 10 gennaio 2012 il portale ha un'appendice settimanale sul blog AntonioGenna.com curato dallo stesso autore: lo spazio Il mondo dei doppiatori 2.0 fornisce anticipazioni su cast di voci di film e serie televisive di imminente distribuzione e spesso ancora non elencati tra le schede del portale, con approfondimenti critici e commenti su film usciti nei cinema tratti dal forum del portale.

## Quiz
Dal mese di gennaio 2013 il portale ospita un quiz sul doppiaggio, In...soliti ignoti, realizzato da Franco Longobardi dell'Associazione Culturale Cinematografica First National di Milano. Vengono proposte a intervalli settimanali o quindicinali delle domande inerenti voci e doppiaggi del passato, invitando i visitatori del sito ad inviare le proprie risposte e fornendo alcuni indizi utili per la risoluzione.